# Dry Mesa Dinosaur Quarry

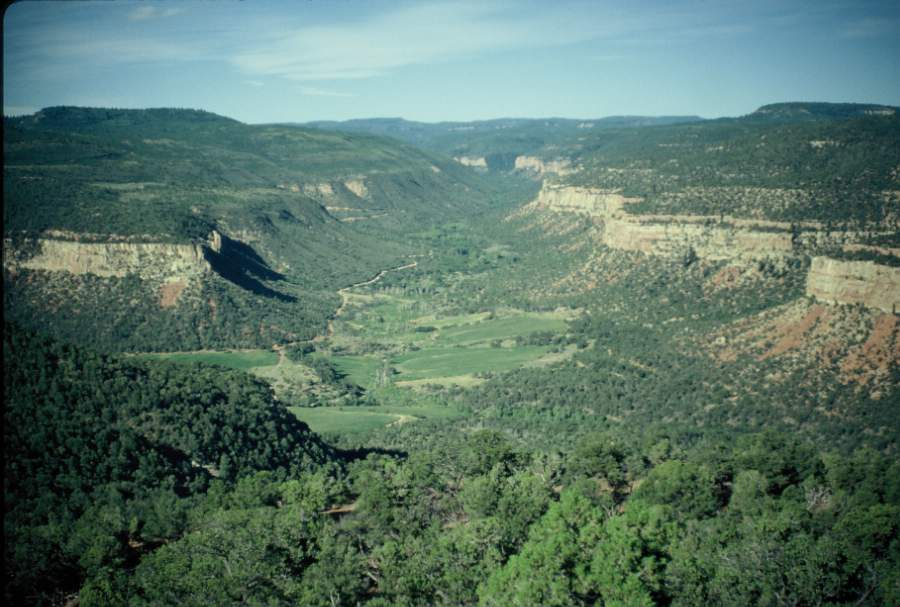
Zicht vanuit Dry Mesa Dinosaur Quarry op Escalante Canyon

De Dry Mesa Dinosaur Quarry ligt in Uncompahgre National Forest vlak bij Delta in het zuidwesten van Colorado, V.S., en maakt deel uit van de Morrison-formatie. De groeve is bekend om haar diversiteit aan Dinosauria uit het Boven-Jura, waaronder de gigantische Supersaurus (Saurischia, Sauropodomorpha, Sauropoda, Diplodocidae, Diplodocinae).

## Opgravingen
De groeve werd in 1972 ontsloten door James Alvin Jensen, een Amerikaans preparateur die verbonden was aan de Brigham Young University van Utah, naar aanleiding van de vondst in 1971 van een gigantische duimklauw van een theropode dinosauriër, die later geïdentificeerd werd als Torvosaurus tanneri Galton & Jensen, 1979 (Saurischia, Theropoda, Megalosauridae, Megalosaurinae). De duimklauw werd in Calico Gulch Quarry in Moffat County gevonden door de amateurpaleontologen Vivian en Eddie Jones. Naar aanleiding van deze vondst werd Jensen door het echtpaar ook opmerkzaam gemaakt op de Dry Mesa Quarry in Montrose County. Jensen leidde er opgravingen van 1972 tot 1981, en Wade E. Miller en Kenneth L. Stadtman (Brigham Young University) tot 1987. Ongeveer 4000 beenderen werden verzameld, onder meer van 23 geslachten Dinosauria, waardoor de groeve een van de productiefste bone beds van Dinosauria is, en de grootste biodiversiteit heeft van de dinosauriërfauna's van het Jura. De groeve is vooral nog beroemd om haar grote Sauropoda, buiten Supersaurus bv. nog Camarasaurus (Camarasauromorpha, Camarasauridae), Diplodocus (Diplodocidae, Diplodocinae) en Brachiosaurus (Titanosauriformes, Brachiosauridae).

## Geologie
De Brushy Basin Member, waarvan de Dry Mesa Dinosaur Quarry deel uitmaakt, werd afgezet in het ecosysteem van een semiaride overstromingsvlakte met een meanderende stroom of rivier. Het is uitzonderlijk rijk aan fossiele gewervelden. Sommige sites bestaan uit de opeenhoping van de resten van talrijke dieren. Deze opeenhopingen kunnen verklaard worden door de typische paleotopografie en typische sedimentatie van een meanderende waterloop in een overstromingsvlakte. De volgende sedimentatietypes komen voor: sedimentatie in de binnenkant van rivier- of stroombochten (Engels: "point bar deposits), opeenhoping van grof sedimentatieresidu op de stroombedding (Engels: "channel lags"), sedimentatie op de overstromingsvlakte wanneer een waterloop door haar oevers breekt (Engels: "crevasse splays") en de vorming van meren wanneer brede meanders van de hoofdstroom afgesneden worden (Engels: "oxbow lakes"). Volgens de oriëntatie van de sedimentaire gesteenten en de oriëntatie van de beenderen in het sedimentair gesteente, was de stroomrichting van de rivier oostnoordoost. De uitgebreide en veel voorkomende bone beds van Dinosauria in de Morrison Formation kunnen verklaard worden door repetitieve massale sterfte ten gevolge van extreme droogte in een semiaride klimaat. Grote aantallen dieren werden aangetrokken door steeds kleiner wordende drinkplaatsen en stierven daar door uithongering en uitdroging, of vielen ten prooi aan predatoren. Deze massale sterfte resulteerde in een aanzienlijke opeenhoping van beenderen van vooral Dinosauria. Deze beenderen worden meestal niet in anatomisch verband aangetroffen. Na de droogte raasde een stortvloed over het gebied en nam met haar sedimenten overvloedig skeletmateriaal en levende dieren mee. Het is door deze stortvloed dat de skeletten uit hun anatomisch verband gerukt en verspreid werden. Hierdoor was het geen sinecure om uit te maken welk been tot welke geslacht Dinosauriër behoorde.
De geologische en tafonomische kenmerken van de Dry Mesa Dinosaur Quarry wijzen erop dat de beenderen over een korte afstand getransporteerd werden. Ze vertonen een breed spectrum aan erosie door watertransport, van onaangetaste beenderen tot sterk afgeronde stukken been met het uiterlijk van keien. Enkele van de weinige fossielen in anatomisch verband zijn de schedel van een Allosaurus, vier nekwervels van Torvosaurus en twee onvolledige reeksen staartwervels van Allosaurus en Torvosaurus. Enkele bekkenbeenderen van Allosaurus, een "voet" van het schaambeen van Allosaurus en verder nog diverse wervelelementen werden in anatomisch verband aangetroffen. In 1995 ontdekte men resten van een jonge Diplodocus die zich gedeeltelijk in anatomisch verband bevonden. De "fossilisatiegraad" van de beenderen varieert van heel goed tot heel slecht. De meeste beenderen zijn vrij goed geconserveerd, maar zijn meestal wel op vele plaatsen gebroken. Sommige zijn ook samengedrukt door het gewicht van de bovenliggende sedimenten (diagenetische compactie). De breuken kunnen veroorzaakt zijn door bijvoorbeeld tektonische activiteit (bewegingen en vervormingen van de sedimenten) en door langzaam neerwaarts glijden van de sedimenten langs een matige helling (Engels: "slope creep").
De Dry Mesa Dinosaur Quarry ligt op een hoogte van 2.242 meter boven de zeespiegel en haar basis bevindt zich 100 meter boven de basis van de Morrison-formatie in de overwegend lichtgeel-grijze zandsteen van het lager gedeelte van de Upper Brushy Basin Member. Honderddrieëndertig meter onder de basis van de groeve ligt de top van de Entrada Sandstone en ongeveer 25 meter boven de basis van de groeve ligt de Burro Canyon Formation. De Brushy Basin Member is 35 meter dik en de groeve bevindt zich ongeveer tien meter boven de basis ervan. De beenderhoudende laag varieert in dikte van zestig centimeter tot anderhalve meter. De groeve strekt zich 121 meter langs de flank van een heuvel uit en is ruwweg noord-zuid georiënteerd. De beenderhoudende laag bestaat uit tot drie meter brede zandsteenlenzen die vuursteenkeien bevatten. Het is een conglomeraatzandsteen dat over het algemeen licht aan elkaar gekit is door kalkspaat, maar soms ook door klei. Afgeronde stukken been, die verschillende stadia van afronding door watertransport vertonen, zijn een veel voorkomende component in de zandsteenlenzen. De beenderhoudende laag bestaat uit het sediment van een stroombedding. Dit blijkt uit de aanwezigheid van een geërodeerde basis en uit bijna horizontale strata die intern samengesteld zijn uit overhellende lagen (Engels: "cross-beds").
Radiometrische datering op basis van Argon-40/Argon-39 toont aan dat de ouderdom van de Brushy Basin Member tussen 153 en 145 miljoen jaar ligt (met een afwijking van 1 tot 2 miljoen jaar), een ouderdom die de geologische etages Kimmeridgien (157,3 ± 4 – 152,1 ± 4 miljoen jaar oud) en Tithonien (152,1 ± 4 – 145 ± 4 miljoen jaar oud) uit het Boven-Jura overlapt. Het grootste gedeelte van de Brushy Basin Member is dus Tithonien (geologische tijdschaal van Palmer, 1983).

## Paleoflora
Paleobotanische overblijfselen, die zouden kunnen bepalen welke vegetatie en welk klimaat er in het gebied van de Dry Mesa Dinosaur Quarry heersten, werden niet aangetroffen. Natuurlijk moet er een rijke vegetatie geweest zijn om de fauna van grote Sauropoda in leven te houden. De geologie van de Brushy Formation Member wijst op het voorkomen van minstens een vrij grote stroom in de nabijheid van de groeve. Langs die stroom en op haar oevers moeten aanzienlijke vegetatiegordels aanwezig geweest zijn. Volgens Tidwell (1990) werd de flora van de Morrison Formation overheerst door naaldbomen, varens en zaadplanten (Cycadophyta, Cycadopsida, Cycadales). De paleoflora waarop Tidwell zich baseert bestaat voor verreweg het grootste deel uit versteend hout, versteende dennekegels en fossiele zaden. Hierdoor besloot hij dat het klimaat van de Morrison Formation warm en vochtig was. Maar Hotton (1986) concludeerde op basis van microfossielen dat het klimaat van de Morrison Formation aride tot semiaride was, ondanks dat er een overvloed van varens en varenachtige sporen, en sporen van Cycadophyta, in de monsters aanwezig was. Volgens Dodson et al. (1980) was het klimaat semiaride met sterk seizoensgebonden neerslag waardoor de vegetatie schaars was en de Dinosauria gedwongen waren over grote afstanden te migreren op zoek naar voldoende voedsel.

## Paleofauna
Schwartz en Gillette (1994) waren van mening dat de grote biodiversiteit van de Dry Mesa Dinosaur Quarry niet past in de context van de theorie die ervan uitgaat dat dit "bone bed" het gevolg is van massale sterfte door droogte. Maar deze grote biodiversiteit kan gedeeltelijk verklaard worden door rekening te houden met de omvang van het verzamelde studiemateriaal, dat afkomstig is van een enorme opeenhoping van bijna uitsluitend losse beenderen. Badgley (1986) wijst erop dat beenderen die door het natuurlijke drainagesysteem van rivieren en stromen verzameld worden de originele fauna (en flora) beter vertegenwoordigen dan concentraties die op een andere manier ontstonden. Het is aannemelijk dat de beenderen in de Dry Mesa Dinosaur Quarry afkomstig zijn van meer dan één levensgemeenschap binnen het natuurlijke drainagesysteem. Stegosaurus is in de groeve door één sterk geërodeerd been vertegenwoordigd, wat erop kan wijzen dat het van vrij ver aangevoerd werd.
Ongewervelden
- Ongewervelden slechts fragmentarisch bewaard, uitgezonderd kleine, dun geschaalde Gastropoda.

Vissen
- Ceratodus Prothero & Jensen, 1983 (Sarcopterygii, Ceratodontiformes, Ptychoceratodontidae).
- Paleoniscidae Jensen & Padian, 1989 (Gnathostomata (Vertebrata), Osteichthyes, Actinopterygii, Chondrostei, Palaeonisciformes).

Amfibieën
- één amfibie[8]

Reptielen
- Glyptops Eugene Gaffney pers. comm., 1985 (Reptilia, Sauropsida, Testudines, Cryptodira, Pleurosternidae)(schildpad).
- Dinochelys whitei Gaffney, 1979 (Reptilia, Sauropsida, Testudines, Cryptodira, Paracryptodira, Pleurosternidae)(schildpad).
- Eutretauranosuchus delfsi Mook, 1976 (Crocodylomorpha, Goniopholididae)(krokodil).
- Eilenodon robustus Rasmussen & Callison, 1981(Reptilia, Diapsida, Lepidosauria, Lacertilia)(hagedissen)(één specimen).
- Mesadactylus ornithosphyos Jensen & Padian, 1989 (Pterosauria, Caelidracones, Anurognathidae)(vliegende reptielen)(drie specimina).

Dinosauria Owen, 1842
Saurischia Seeley, 1888
Eusaurischia Padian et al., 1999
Sauropodomorpha Huene, 1932
Sauropoda Marsh, 1878
- Supersaurus vivianae Jensen, 1985 (Diplodocidae, Diplodocinae)
- Diplodocus carnegii Hatcher, 1901 (Diplodocidae, Diplodocinae)
- Barosaurus lentus Marsh, 1890 (Diplodocidae, Diplodocinae)
- Apatosaurus sp.? Marsh, 1877 (Diplodocidae, Apatosaurinae)
- Brachiosaurus altithorax Riggs, 1903 (Titanosauriformes, Brachiosauridae)
- Camarasaurus lentus Marsh, 1889 (`Camarasauromorpha, Camarasauridae, Camarasaurinae)

Theropoda Marsh, 1881
Tetanurae Gauthier, 1986
Orionides Carrano, Benson & Sampson, 2012
- Allosaurus fragilis Marsh, 1877 (Carnosauria, Allosauridae, Allosaurinae)(minstens zes specimina)
- Torvosaurus tanneri Galton & Jensen, 1979 (Megalosauridae, Megalosaurinae)(minstens drie specimina)
- Ceratosaurus nasicornis Marsh, 1884 (Ceratosauridae)(minstens twee specimina)
- Marshosaurus bicentesimus Madsen, 1976 (Megalosauroidea, Piatnitzkysauridae)(één specimen)
- Stokesosaurus clevelandi Madsen, 1974 (Proceratosauridae)(één specimen)
- Ornitholestes ? Osborn, 1903 (Tyrannoraptora, Ornitholestinae)
- Coelurus fragilis ? Marsh, 1879 (Coeluridae)

Deinonychosauria ? Colbert & Russell, 1969
Ornithischia Seeley, 1888
Genasauria Sereno, 1986
Thyreophora Nopsca, 1915
Eurypoda Sereno, 1998
Ankylosauria, Osborn, 1923
Nodosauridae sp.? Marsh, 1890
Stegosauria Marsh, 1877
- Stegosaurus stenops Marsh, 1887 (Stegosauridae, Stegosaurinae)

Neornithischia Cooper, 1985
- Othnielia rex ? Galton, 1977

Cerapoda Sereno, 1986
Ornithopoda Marsh, 1881
- Dryosaurus altus Marsh, 1894 (Dryosauroidea, Dryosauridae) (meerdere specimina)
- Camptosaurus dispar Marsh, 1879 (oorspronkelijk Camptonotus)(Ankylopollexia, Camptosauroidea, Camptosauridae)

Zoogdieren
- Glirodon grandis Engelmann & Callison, 1999 (Multituberculata, familie ?)(één specimen)
- Symmetrodonta (Trechnotheria)(één specimen)
- Dryolestidae Marsh, 1879 (Theria, Dryolestida) (vier specimina)
- Prothotheria Prothero & Jensen 1983.

## Voetnoten
1. ↑  Dodson et al., 1980, Parrish et al., 2004, Turner and Peterson, 2004, Gates, 2005
2. ↑  Bilbey, 1998, Richmond & Morris, 1998, Foster, 2003, Turner et al., 2004, Gates, 2005
3. ↑  Turner & Peterson, 2004
4. ↑  Turner & Peterson, 2004, met referenties, Gates, 2005
5. ↑  Richmond & Morris, 1999
6. ↑  Kowallis et al., 1997
7. ↑  Smith 1997a
8. ↑  Jensen & Padian, 1989